# Герасименко, Кирилл Геннадьевич
Кирилл Геннадьевич Герасименко (род. 18 декабря 1996 года) — казахстанский игрок в настольный теннис. Мастер спорта международного класса Республики Казахстан, многократный чемпион страны в одиночном разряде, участник Олимпийских игр 2016, 2020 и 2024 годов.

## Спортивные достижения
2012, 2013, 2014, 2015, 2017, 2020 — чемпион Республики Казахстан;
2015 — победитель турнира сильнейших спортсменов РК ТОП — 12;
2016, 2019 — победитель спартакиады Республики Казахстан.

## Результаты на международных турнирах
2014 — участник II летних юношеских Олимпийских игр Нанкин-2014;
2016 — участник XXXI летних Олимпийских игр Рио-2016;
2017 — 1 место на международном турнире «World Tour Hungarian Open»;
2017 — 3 место на международном турнире «World Tour Croatia Open»;
2017 — 3 место на международном турнире «World Tour Polish Open»;
2017 — 3 место на международном турнире «World Tour Austrian Open»;
2017 — присвоение спортивного звания «Мастер спорта международного класса»;
2018 — 3 место на международном турнире «Challenge Thailand Open»;
2020 — 1 место на международном турнире «ITTF Challenge Spanish Open»;
2021 — участник XXXII летних Олимпийских Игр Токио-2020;
2021 — обладатель двух золотых медалей I международного турнира «2021 ITTF Kazakhstan International Open».
2021 — в составе сборной Казахстана вошел в число восьми сильнейших команд на XXV чемпионате Азии;
2021 — 2 место на международном турнире «WTT Contender Slovenia»;
2023 — в составе сборной Казахстана вошел в число восьми сильнейших команд на XXVI чемпионате Азии;
2023  — 1 место на международном турнире «WTT Feeder Otocec»;
2024 — 1 место на международном турнире «WTT Feeder Corpus Christi»;
2024 — 2 место на международном турнире «WTT Feeder Beirut II»;
2024 — участник XXXIII летних Олимпийских игр Париж-2024.

## Клубная карьера
2011—2015 — клуб настольного тенниса «Baden» (Австрия);
2015—2016 — клуб настольного тенниса «Kapfenberg» (Австрия);
2016—2018 — клуб настольного тенниса «TTC Grenzau» (Германия);
2019 — по настоящее время — клуб настольного тенниса «SV Werder Bremen» (Германия).

## Биография
Кирилл Геннадьевич Герасименко родился 18 декабря 1996 года в городе Астана, в семье тренеров Геннадия Андреевича и Татьяны Викторовны Герасименко.
По словам Кирилла, в тренировочный зал он впервые пришел в возрасте 4 лет, взял ракетку и начал играть. Отец, через некоторое время обратив внимание на его талант, решил заниматься с ним на постоянной основе.
В 2002 году в городе Шымкент проходит юношеское первенство страны, где Кириллу вручают специальный приз, как самому молодому участнику соревнований. На тот момент ему было всего 5 лет.
В возрасте 9 лет он выполняет норматив кандидата в мастера спорта, а в 12 уже становится мастером спорта Республики Казахстан.
Первые успехи на международной спортивной арене он делает уже в Иране, на юношеских международных играх, где занимает 3 место в одиночном разряде. Это была единственная медаль у сборной Казахстана на тех соревнованиях.
В 2011 году вместе со своим старшим братом Александром, Кирилл направляется в Китай сроком на 9 месяцев для участия в учебно-тренировочном сборе по технико-тактической и общефизической подготовке.
По возвращении в Казахстан он выигрывает чемпионат страны в одиночном разряде и зачисляется в состав национальной сборной команды Казахстана.
В 2012 году в 15 летнем возрасте дебютирует в чемпионате Азии, выходит в основную сетку соревнований и в 1/16 финала играет против Олимпийского чемпиона Ма Линя (Китай), уступает ему. Эта матчевая встреча благоприятно повлияла на его уровень спортивного мастерства и стало толчком для покорения новых спортивных вершин.
После чемпионата Азии, Кирилл направляется в международную Академию настольного тенниса имени чемпиона мира Вернера Шлагера (г. Вена, Австрия). Там он проходит подготовку под руководством тренерской команды Академии — Ричарда Прауса, Марио Амичича, Дмитрия Левенко, Дирка Вагнера и самого Вернера Шлагера.
За время обучения в Академии, Кирилл прошёл путь от юношеской группы до группы прогрессирующих спортсменов. Он многому научился у игроков мирового уровня, которых в Академии было достаточно. В эти годы ему удалось заложить хорошую базу для дальнейшего продвижения в профессиональном спорте. Поддержка Национального Олимпийского комитета Казахстана и республиканской Федерации настольного тенниса страны, а также при участии крупного спонсора компании «DONIC», значительно помогла ему реализовать свой потенциал перспективного спортсмена.
После закрытия Академии, Кирилл продолжил работу с Дмитрием Левенко, они интенсивно тренировались в различных Европейских и Азиатских тренировочных центрах, что позволило ему значительно повысить свой игровой уровень.
Он вошел в ТОП-100 мировой классификации, выполнив норматив мастера спорта международного класса, а затем за довольно короткое время дошёл до 33 места в рейтинге ITTF. Это, в свою очередь, дало ему возможность дважды принять участие в одном из престижных турниров в мире — в Кубке Азии. На него обратили серьезное внимание представители сильнейшей в Европе немецкой Бундеслиги, где он проявил себя стабильным и надежным игроком. Таким образом, из спортсмена среднего уровня, Кирилл превратился в профессионала и любимца публики со зрелищной и очень результативной игрой.
В 2019 году Кирилл Герасименко начинает свою подготовку под руководством личного тренера и отца Геннадия Герасименко. В этот период Кирилл успешно выступает на международных турнирах под эгидой международной федерации настольного тенниса (ITTF) в Испании, Казахстане, Словении и т. д.
Летом 2021 года Кирилл подписывает договор в качестве спортсмена-инструктора центра подготовки штатных команд центрального спортивного клуба Министерства обороны Республики Казахстан (ЦСКА).
Кирилл Герасименко: «Начальник ЦСКА Айталап Калабаевич Кургамбаев в 2011 году возглавлял Управление физической культуры и спорта г. Астана. В тот период он оказал большую поддержку в моей годовой стажировке в Китае. Уже тогда Айталап Калабаевич разглядел во мне перспективного спортсмена».
1 июня 2021 года международная федерация настольного тенниса (ITTF) распределила лицензии по мировому рейтингу для участия в XXXII летних Олимпийских играх Токио — 2020.
Занимающий 35 строчку мирового рейтинга Кирилл Герасименко стал вторым представителем Казахстана, который представил нашу страну на Олимпийских играх в Токио. Ранее на Центрально-Азиатском отборочном турнире квалифицировалась Анастасия Лаврова.
Президент республиканской Федерации Данияр Рустэмович Абулгазин встретился с теннисистом и его тренерами Геннадием и Татьяной Герасименко, поздравил их с завоеванием лицензии, вручив сертификаты с премиями: спортсмену на сумму 5 миллионов, и тренерам в общей сложности на 5 миллионов тенге.
Герасименко Кирилл: "Данияр Рустэмович всегда поддерживал настольный теннис в Казахстане и меня в частности. Очень ему за это благодарен. Помню, когда после Олимпийского отборочного турнира нас пригласили к нему на прием, он тогда сказал: «Вся наша семья настольного тенниса рассматривает этот успех как закономерный результат вашего огромного труда и стабильных выступлений на международных рейтинговых турнирах на протяжении всего олимпийского цикла. Завоевание Олимпийской лицензии в период пандемии уже приравнивается к большому достижению. Эта Олимпиада в Японии станет для вас второй в спортивной карьере, что демонстирует как мастерство, так и качество ваших результатов».
В период с 23 июля по 8 августа 2021 г. в Токио в программе летних Олимпийских игр прошел турнир по настольному теннису. Лидер сборной Казахстана Кирилл Герасименко благодаря высокому расположению в рейтинге ITTF пропустил первый раунд, а во втором одержал яркую победу над спортсменом из Чехии Любомиром Янчаржиком со счетом 4:3. В третьем раунде Герасименко провел матч с представителем Германии, экс-первой ракеткой мира, трёхкратным призёром Олимпийских игр, двукратным победителем кубка мира, 8-кратным призером чемпионатов мира, 20-кратным чемпионом Европы Тимо Боллом, уступил ему со счетом 1:4 и завершил свое выступление.
В период с 28 сентября по 5 октября 2021 года в г. Доха (Катар) прошел XXV чемпионат Азии, на котором мужская и женская сборные команды впервые в истории Казахстана вошли в число восьми сильнейших команд Азии и завоевали лицензии на 58-й чемпионат мира 2022 г. Благодаря успешному выступлению, Герасименко помог своим соотечественникам выполнить норматив спортивного звания «Мастер спорта международного класса».
В настоящее время Кирилл Герасименко успешно выступает в немецкой бундеслиги в составе клуба настольного тенниса «SV Werder Bremen».